# 프레벤 엘키에르 라르센
프레벤 엘케어 라르센(Preben Elkjær Larsen), 1957년 9월 1일 ~ )는 덴마크의 전 축구 선수로 과거 포지션은 공격수였다.

## 수상

### 우승
- 분데스리가 : 1977-78
- DFB 포칼 : 1976-77, 1977-78
- 세리에 A : 1984-85

### 개인
- 덴마크 올해의 선수 : 1984
- FIFA 월드컵 브론즈볼 : 1986
- FIFA 월드컵 올스타팀 : 1986
- 덴마크 축구 명예의 전당
- 월드사커 역대 선수 100인 선정
- 베로나 시장 : 1985

#### 발롱도르
- 1984 - 3
- 1985 - 2
- 1986 - 4
- 1987 - 21